# Tirfor

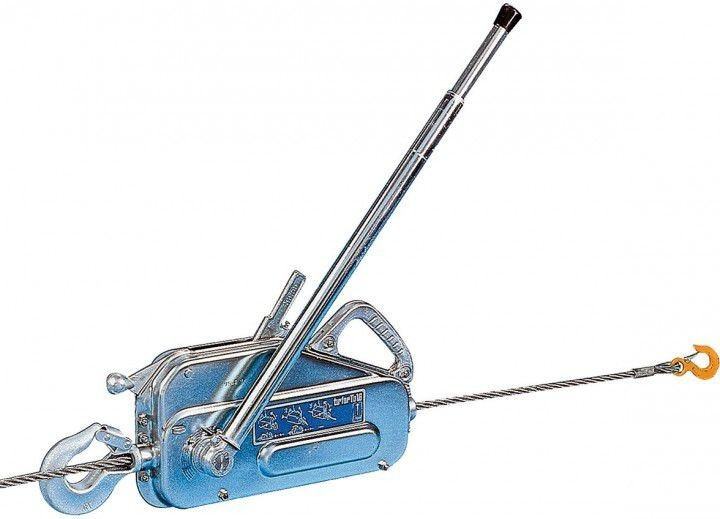
Photo d'un treuil Tirfor.

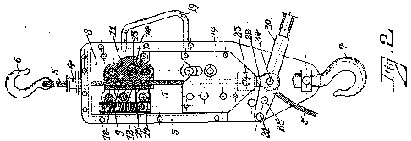
Photo extraite du 1er brevet sur le treuil Tirfor.

Tirfor est une marque commerciale d'appareil de levage et de traction à câble. Il est commercialisé par l'entreprise Tractel. 

## Historique
C’est en 1929 que Simon Faure a mis au point et déposé le premier brevet (FR687232) portant sur un appareil portatif de levage et de traction à câble passant, ce dernier marquant une innovation de rupture dans le domaine des appareils de levage à câble.
C’est également en 1929 que Simon Faure a fait enregistrer, en France, la marque Tirfor pour désigner cet appareil, fruit de son invention.
Cet appareil comprend un mécanisme, actionné par leviers, formé d’une association en série de deux paires de mâchoires fonctionnant en alternance pour permettre le déplacement du câble sur une longueur quasi-illimitée et pour des charges comprises entre 0 et 12 tonnes.
Au cours de son histoire, cet appareil, nommé Tirfor, fit l’objet de multiples évolutions et développements conduisant au dépôt de nombreux brevets de perfectionnement en France comme à l’étranger.
Fort de son succès technique et de ses multiples applications (industrielles, minières, construction, etc.), cet appareil fut (et est encore) très souvent copié. Il est le fruit de près de 80 ans d’expérience acquis par la société titulaire des droits exclusifs d’exploitation.

## Terminologie
Cette société, titulaire des droits exclusifs sur la marque Tirfor, lutte activement pour que ses produits portant la marque déposée Tirfor ne soient pas confondus avec les produits concurrents nommés Tire fort, Tire-fort, Tirefort, etc.
À ce jour la marque Tirfor désignant des appareils de levage et de traction à câble est enregistrée par cette société dans plus de 90 pays à travers le monde.
Toutefois, il est à noter que FranceTerme recommande l'usage de « tirefort » pour désigner de manière générique un « appareil de traction par câble conçu pour des emplois mobiles et semi-fixes ».
Le thème employé par les organismes de contrôle est : treuil linéaire à câble.